# Casas de Fernando Alonso
Pour les articles homonymes, voir Casas.
Casas de Fernando Alonso est une commune d’Espagne, dans la province de Cuenca, communauté autonome de Castille-La Manche.